# Kataklyzma
Kataklyzma nebo kataklysm (řec. potopa, ničivá povodeň) je živelní pohroma, velká a náhlá přírodní katastrofa nebo rozsáhlý přírodní děj spojený s velkými změnami v přírodním prostředí apod. Kataklyzma je spojováno s obavami o osud lidstva či s představami o jeho zániku, nebo také s obavami o zániku veškerého života na Zemi. Různé hrůzné popisy všelijakých hypotetických kataklyzmatických dějů jsou pak oblíbeným materiálem scenáristů a vděčným námětem pro filmaře a spisovatele, zejména v žánru sci-fi či fantasy apod. 

## Teorie kataklyzmat
Teorie kataklyzmat označuje teorii o převratných dějích v zemské kůře. Současná geologie zná takové pohromy, jako bylo hromadné vymírání starších druhů na konci pleistocénu a počátku holocénu a snaží se najít jejich příčiny.
Myšlenku o kataklyzmatech vyslovil jako první francouzský přírodovědec Georges Cuvier.

## Příklady hypotetických kataklyzmat
- srážka zeměkoule s jiným nebeským tělesem, např. s velkou kometou či planetkou
- globální termojaderná válka (třetí světová válka)
- útok vyspělé mimozemské civilizace na lidstvo
- globální narušení pH mořské a oceánské vody vlivem globálního znečištění, jež by vedlo ke zhroucení oceánského ekosystému Země a narušení koloběhu látek v přírodě (zejména koloběhu kyslíku a vody)
- neočekávaný výbuch supernovy v blízkém kosmickém okolí Slunce
- výbuch supervulkánu (park Yellowstone atd.)

## Příklady z historie Země
V historii země došlo k celé řadě vymírání, jejichž příčinami byly většinou drastické změny způsobeny kataklyzmatickými katastrofami jako je masivní vulkanická činnost či pád kosmického tělesa. Doprovodnými efekty těchto událostí jsou kataklyzmatické dopady v podobě značného oteplení či ochlazení planety (zastínění prachem a popelem nebo zesílení skleníkového efektu) poklesy mořské hladiny a zvyšování salinity oceánů a také i pokles obsahu kyslíku. Dopady takovýchto změn na biosféru jsou katastrofické.